# 第二号掃海艇
|          | |
| 艦歴     | |
| 計画     | 大正9年度計画 |
| 起工     | 1922年4月13日 |
| 進水     | 1923年3月17日 |
| 竣工     | 1923年6月30日 |
| その後   | 1942年3月1日味方魚雷により沈没 |
| 除籍     | 1945年11月30日 |
| 性能諸元 | |
| 排水量   | 基準：600トン 公試：702トン |
| 全長     | 76.20m |
| 全幅     | 8.03m |
| 吃水     | 2.29m |
| 機関     | ロ号艦本式缶（石炭専焼）2基 直立3気筒3段膨張レシプロ2基 2軸、4,000馬力                                                                              |
| 速力     | 20.0ノット |
| 航続距離 | 12ノットで2,000海里 |
| 燃料     | 石炭：150トン |
| 乗員     | 97名 |
| 兵装     | 45口径三年式12cm砲 2門 40口径三年式8cm高角砲 単装1門 九一式爆雷投射機2基 爆雷投下台6基 爆雷18個 対艦式大掃海具2型 単艦式大掃海具3型、または機雷50個 |

第二号掃海艇（だいにごうそうかいてい）は、日本海軍の掃海艇。第一号型掃海艇の2番艦。

## 艦歴
1922年（大正11年）4月13日、三井物産造船部玉工場で起工。1923年（大正12年）3月17日進水。同年6月30日に竣工。竣工時艇名は第二掃海艇、掃海艇に類別。1924年（大正13年）4月24日、第二号掃海艇に改称。
1937年（昭和12年）から1939年（昭和14年）まで日中戦争において華中の作戦に参加。1937年12月28日、南京下流烏龍山水道で触雷して損傷を受けた。太平洋戦争では、南方侵攻作戦に参加。
バタビア沖海戦中の1942年（昭和17年）3月1日1時35分にパンジャン島南方で右舷缶室に被雷し、切断されて転覆した。これは巡洋艦「最上」の雷撃によるものと考えられる。海上にマストが露出していたため第四予備艦となった。1945年（昭和20年）11月30日に除籍。

## 歴代艇長
※艦長等は『日本海軍史』第9巻・第10巻の「将官履歴」及び『官報』に基づく。
艤装員長
- 三塚俊男 大尉：1923年5月1日[9] -

艇長
- 三塚俊男 大尉：1923年6月30日[10] - 1924年5月10日[11]
- 清水他喜雄 大尉：1924年5月10日[11] - 1924年7月1日[12]
- 太原進 大尉：1924年7月1日 - 1925年12月1日[13]
- 金子豊吉 少佐：1925年12月1日 - 1926年11月1日
- 島津信夫 大尉：1926年12月1日[14] - 1928年12月10日[15]
- 八木九五 少佐：1928年12月10日[15] - 1929年11月30日[16]
- 坂野弥三郎 大尉：1929年11月30日[16] - 1932年1月25日[17]
- 近野信雄 大尉：1932年1月25日 - 1932年11月15日
- 谷口秀志 大尉：1932年11月15日[18] - 1933年5月25日[19]
- 宮崎定栄 大尉：1933年5月25日[19] - 1933年9月1日[20]
- 横井稔 大尉：1933年9月1日[20] - 1934年11月15日[21]
- 藤田浩 少佐：1934年11月15日[21] - 1935年6月1日[22]
- 田代格 大尉：1935年6月1日[22] - 1937年2月1日[23]
- 梶原正見 少佐：1937年2月1日 - 1938年2月26日[24]
- （兼）梶原正見 少佐：1938年2月26日[24] - 1938年7月28日
- 梶原正見 少佐：1938年7月28日 - 1938年8月23日
- （兼）梶原正見 少佐：1938年8月23日 - 1938年11月15日
- 松崎辰治 少佐：1938年11月15日[25] - 1939年11月15日[26]
- 吉松田守 少佐：1939年11月15日[26] - 1940年4月24日[27]
- 馬越正博 大尉：1940年4月24日[27] - 1940年11月15日[28]
- 古谷卓夫 大尉：1940年11月15日[28] - 1941年9月10日[29]
- 生永邦雄 大尉：1941年9月10日[29] -